# Barycheloides
Barycheloides – rodzaj pająków z infrarzędu ptaszników i rodziny Barychelidae. Obejmuje 5 opisanych gatunków. Zamieszkują Nową Kaledonię.

## Morfologia
Pająki te osiągają od 14 do 28 mm długości ciała. Karapaks jest w ogólnym zarysie prawie jajowaty o długiej części głowowej, ubarwiony pomarańczowobrązowo, porośnięty owłosieniem brązowym lub srebrnym. Ośmioro oczu umieszczonych jest na wyraźnie wyniesionym wspólnym wzgórku. Najbardziej z przodu leżą oczy pary przednio-bocznej, podczas gdy oczy pary przednio-środkowej leżą wyraźnie za nimi, w związku z czym występują dwa rzędy oczu przednich. Jamki karapaksu są krótkie, szerokie, poprzeczne, odchylone. Nadustek nie występuje. Szczękoczułki są pomarańczowobrązowe lub rudobrązowe, tęgiej budowy, szerokie, zaopatrzone w pojedynczy szereg wielu silnych zębów na przedniej krawędzi bruzdy oraz szereg mniejszych ząbków przez środek całej długości bruzdy. Pazury jadowe są silne i gładkie. Wszystkie gatunki oprócz B. rouxi mają wydatne rastellum o formie szerokiej listwy zaczynającej się wysoko na powierzchni przedniej szczękoczułka i schodzącej niżej do pazura jadowego, gdzie przybierać może formę stożkowatego wyrostka. U B. rouxi rastellum ma formę niskiego, kolczastego guzka. Duże szczęki mają szeroki płat przedni i kilka kuspuli o średnicy dochodzącej do 50 μm w kątach wewnętrznych. Odległości między kuspulami wynoszą co najmniej dwie ich średnice. Warga dolna jest duża, szeroka i pozbawiona kuspuli. W szwie między wargą dolną a sternum leży para podługowatych guzków. Kształt sternum jest sercowaty, a jego część zaszwowa dłuższa niż szeroka. Tylna para miejsc przyczepu mięśni (sigillae) na sternum ma duże rozmiary, owalny kształt i odsunięta jest od jego brzegów. Odnóża są przysadziste, pomarańczowobrązowe. U samicy skopule i przypazurkowe kępki włosków są wydatniejsze niż u samca. Pazurki samicy są bezzębne lub mają jeden pośrodkowy szereg ząbków. U samca ząbków na pazurkach jest brak lub tworzą jeden bądź dwa szeregi. Opistosoma (odwłok) ma ubarwienie brązowe. Występują dwie pary dużych kądziołków przędnych – beczułkowata tylno-środkowa i mająca kopulasto sklepiony segment szczytowy tylno-boczna. Genitalia samicy mają dwie spermateki o formie kopułki na szypułce z płatami wyrastającymi z powierzchni grzbietowej. Nogogłaszczki samca mają gruszkowaty bulbus oraz poskręcany i w części odsiebnej pobrużdżony embolus.

## Zachowanie i występowanie
Pająki te należą do drapieżników polujących z ukrycia. Budują podziemne norki o kształcie mniej lub bardziej falistym albo w kształcie litery „L”. Jedyne wejście do norki zakryte jest wieczkiem i może być nieco wyniesione nad poziom gruntu lub przedłużone w formie kołnierza.
Rodzaj ten występuje endemicznie w południowej części Nowej Kaledonii. Jego zasięg w niewielkim stopniu pokrywa się z występującym w północno-środkowej części wyspy rodzajem Barychelus. Przedstawiciele rodzaju Barycheloides zasiedlają pobrzeża rzek i równiny aluwialne, głównie w obrębie lasów deszczowych.

## Taksonomia
Rodzaj ten wprowadzony został w 1994 roku przez Roberta Ravena. Gatunkiem typowym wyznaczył on opisanego w tej samej publikacji B. alluviophilus. Do rodzaju tego zalicza się 5 opisanych gatunków:
- Barycheloides alluviophilus Raven, 1994
- Barycheloides chiropterus Raven, 1994
- Barycheloides concavus Raven, 1994
- Barycheloides rouxi (Berland, 1924)
- Barycheloides rufofemoratus Raven, 1994